# 도연명
도연명(중국어 간체자: 陶渊明, 정체자: 陶淵明, 병음: Táo Yuānmíng 타오위안밍[*], 365년 ~ 427년)은 중국 동진 후기에서 남조 송대 초기까지 살았던 전원시인(田園詩人)이다. 호는 연명(淵明)이고, 자는 원량(元亮) 혹은 연명(淵明)이고, 본명은 도잠(중국어: 陶潛, 병음: Táo Qián 타오첸[*])이다. 오류(五柳) 선생이라고 불리며, 시호는 정절(靖節)이다. 장시성 주장시 루산시 사람이며, 육조 시대를 통틀어 가장 위대한 시인들 중 한 명이다. 동진 초기의 군벌의 대인물 도간(陶侃)의 증손이라 하는데, 부조(父祖)의 이름은 분명치 않다. 몰락하 귀족 가정에서 태어났고, 부친은 일찍 사망했다.

## 생애
젊어서부터 입신의 포부를 품고 면학에 전념하여 마침내 29세에 주(州)의 제주(祭酒) 참군(參軍)으로서 관직에 임했다. 그 후 13년간 지방 관계에 있었으나 입신의 뜻을 이루지 못하고, 팽택령(彭澤令, 팽택현(彭澤縣)의 현령)을 80일간 지낸 후 향리로 돌아갔다. “내 5두미(五斗米, 다섯 말)의 녹봉(봉급) 때문에 허리를 굽히고 향리의 소인에게 절을 해야 하느냐”라고 한 말은 현(縣)을 시찰하러 온 군의 관리(郡 아래 縣이 있다)에게 절을 할 수 있겠느냐 하고 현령의 자리를 내동댕이쳤을 때의 명문구이다. 그때 전원으로 돌아갈 심경을 말한 것이 〈귀거래사(歸去來辭)〉이다. 평택현령을 그만두고 이듬해 다섯 수로 이루어진 <도원전가(歸園田居)>를 지어, 벼슬살이를 그만둔 까닭과 전원생활을 좋아하는 마음을 밝혔다.
그 후에는 심양에서 은일(隱逸)의 선비로 처세하면서 명성을 얻었다. 그곳에서 논밭을 갈고 자연의 아름다움을 즐기면서 전원 시인으로 맑고 깨끗한 시를 많이 썼다. 문장도 뛰어나서 이상의 세계를 그린 <도화원기> 등이 잘 알려져 있다. 술을 좋아했으며, 국화를 사랑하는 온화한 성격이었다. 쉬운 말로 시를 쓴 것이 특징이며, 유교와 노장 사상을 흡수하여, 인생의 진실한 것을 추구한 시인이었다. 10년 후에는 조정으로부터 좌저작랑(佐著作郞＝당시 隱士에게 주어진 관직)을 수여받았다.

## 문학 세계
그의 시는 현재 4언시(四言詩) 9수, 5언시 120수 정도가 남아 있다. 내용은 전원에서의 은사의 생활을 읊은 것, 자적(自適)의 심경을 토로한 것, 지방관리와의 증답시(贈答詩), 영사(詠史), 의고(擬古) 등이 주가 된다. 한아(閑雅)한 취향 속에도 때로는 격한 감정이 나타나 있으며, 소동파는 “그의 시는 소박하나 그 실(實)은 아름답고(綺), 파리하지만(苟) 실은 풍부(裕) 하다”라고 평하고 있다. 연명 시의 특색은 은자로서의 시인을 주장한 점이다. 종영(鐘嶸, ?~518)은 〈시품(詩品)〉에서, “고금을 통해 은일 시인의 종(宗)이다”라고 그를 칭찬했다. 즉 그는 은자의 처세를 훌륭한 감각으로 노래한 최초의 시인이었다. 은사의 눈으로 본 자연, 은사의 태도로 접한 세상을 시로 읊어서 성공시켰다. 그러나 이 시풍이 당시로서는 특이한 위치에 있었기 때문에, 시단의 주류에는 없고, 〈시품〉에도 중품(中品)에 있는 데 불과하다. 같은 시기의 사령운(謝靈運), 안연지(顔延之＝남조 송의 시인, 384~456) 등의 수려한 시풍이 육조시의 본류로 대접받은 것에 비한다면 현저한 차이가 있다. 그 영향도 〈문선(文選)〉을 편찬한 양(梁)의 소명태자 등의 존숭을 받고는 있으나, 호사의 영역을 넘지 못하여 6조기에는 볼 수 없다. 당(唐)대에 들어서, 왕유, 맹호연, 위응물(韋應物, 737- ?), 유종원 등의 자연파 시인의 추앙을 받게 됨으로써 크게 위치를 높였고, 송나라 소동파의 상찬에 이르러서는, 6조 제일뿐 아니라 고금 독보의 시인이란 명성을 확립시켰다. 은일·전원시인으로서의 평가 이외에 두 임금을 섬기지 않는 절의의 선비, 권력자에 저항하는 경골(硬骨)한 인간으로서의 평가도 예로부터 뿌리깊은 것이었다. 또한 리얼리즘의 입장에서의 평가도 오늘날 이루어지고 있다. 그러나 이러한 평가에 대해서는 아직 재고찰이 필요할 것이다. 연명의 작품은 시 이외에 부(〈閑情賦〉등), 산문(〈自祭文〉〈아들 儼 등에게 주는 疏〉등), 잡전(雜傳)(〈五柳先生傳〉〈五孝傳〉〈四八目〉등)이 있다.

## 작품목록
<歸園田居 其一>
<歸園田居 其二>
<歸園田居 其三>
<歸園田居 其四>
<歸園田居 其五>
<飮酒 其一>
<飮酒 其二>
<飮酒 其三>
<飮酒 其四>
<飮酒 其五>
<飮酒 其六>
<飮酒 其七>
<飮酒 其八>
<飮酒 其九>
<飮酒 其十>
<飮酒 其十一>
<飮酒 其十二>
<飮酒 其十三>
<飮酒 其十四>
<飮酒 其十五>
<飮酒 其十六>
<飮酒 其十七>
<飮酒 其十八>
<飮酒 其十九>
<飮酒 其二十>

## 관련 전기 자료
- 《진서》 권94, 〈열전〉64, 도잠
- 《송서》 권93, 〈열전〉53, 도잠
- 《남사》 권75, 〈열전〉65, 도잠

## 한국어 번역
- 이치수 옮김, 《도연명 전집》, 문학과 지성사, 2005년 2월 22일
- 양회석·이수진 함께 옮김, 《도연명 전집》(1~2), 지식을만드는지식, 2020년 5월 28일

## 같이 보기
- 무릉도원
- 별천지
- 이상향

## 참고 문헌
- 이 문서에는 다음커뮤니케이션(현 카카오)에서 GFDL 또는 CC-SA 라이선스로 배포한 글로벌 세계대백과사전의 내용을 기초로 작성된 글이 포함되어 있습니다.